# El coraje del pueblo
El coraje del pueblo és una pel·lícula boliviana de 1971 dirigida per Jorge Sanjinés, i protagonitzada per Domitila de Chungara, Eusebio Gironda, Federico Vallejo i Felicidad Coca García.

## Argument
La pel·lícula relata les massacres esdevingudes abans i després de la Revolució boliviana, enfocant-se en la nit de Sant Joan durant el govern del dictador René Barrientos Ortuño. Els protagonistes -dels quals alguns van viure en carn pròpia els fets- relaten les seves experiències enmig d'aquesta agitada etapa del país sud-americà en la qual les forces repressores de Barrientos van cometre tota mena d'atrocitats amb el pretext de sufocar el moviment subversiu inspirat en la figura del Che Guevara. nooo

## Repartiment
- Domitila de Chungara
- Eusebio Gironda
- Federico Vallejo
- Felicidad Coca García